# دره آود
دره آود (به لاتین: Darreh-ye Awd) یک منطقهٔ مسکونی در افغانستان است که در ولایت بامیان واقع شده‌است.